# Tucanogovea schusteri
Genre
Espèce
Tucanogovea schusteri, unique représentant du genre Tucanogovea, est une espèce d'opilions cyphophthalmes de la famille des Neogoveidae.

## Distribution
Cette espèce est endémique d'Amazonas au Brésil. Elle se rencontre vers São Gabriel da Cachoeira.

## Description
Le mâle holotype mesure 1,71 mm et la femelle paratype 1,75 mm.

## Étymologie
Ce genre est nommé en l'honneur des Tucano.
Cette espèce est nommée en l'honneur de Reinhart Schuster.

## Publication originale
- Karaman, 2013 : « Tucanogovea schusteri n. gen. n. sp., a new cyphophthalmid (Opiliones, Cyphophthalmi, Neogoveidae) from Amazonia. » Biologia Serbica, vol. 35, no 1/2, p. 68–75 (texte intégral).